# Nanosocialismo
Il nanosocialismo si riferisce generalmente a una serie di teorie economiche di organizzazione sociale che sostengono la proprietà collettiva o dello stato e l'amministrazione di ricerca, sviluppo e utilizzo della nanotecnologia.

## Politica
Il nanosocialismo è una presa di posizione che favorisce la politica partecipativa per guidare l'intervento statale nel tentativo di gestire la transizione verso una società mutata radicalmente dalla nanotecnologia molecolare.
Il "nanosocialismo" è un termine coniato da David M. Berube, il direttore associato di Nanoscience and Technology Studies alla NanoCenter della USC, il quale sostiene che i progetti nanotecnologici hanno bisogno di essere temperati dal tecnorealismo per quanto riguarda le implicazioni della nanotecnologia in una società tecnocapitalista, ma queste sue applicazioni offrono anche enormi opportunità di abbondanza economica e progresso sociale.

## Nella cultura di massa
Nel gioco di ruolo Transhuman Space, il nanosocialismo viene descritto come un discendente dell'infosocialismo, dove la proprietà intellettuale è nazionalizzata e distribuita dallo stato. È adottato inoltre da alcuni paesi in via di sviluppo per contrastare le corporation delle nazioni più ricche che detengono i copyright e i brevetti. Questa versione romanzesca del nanosocialismo è stato coniata da David L. Pulver, il creatore del gioco, inconsapevole del fatto che il termine fosse già stato utilizzato da Berube.